# Bruckberg (powiat Ansbach)
Bruckberg – miejscowość i gmina w Niemczech, w kraju związkowym Bawaria, w rejencji Środkowa Frankonia, w regionie Westmittelfranken, w powiecie Ansbach, wchodzi w skład wspólnoty administracyjnej Weihenzell. Leży około 12 km na północny wschód od Ansbachu, nad rzeką Bibert.

## Dzielnice
W skład gminy wchodzą następujące dzielnice:
- Neubruck
- Mittelmühle
- Reckersdorf
- Wustendorf